# Жебота
Жебота (груз. ჟებოტა) — село в Грузии, на территории Тианетского муниципалитета края (мхаре) Мцхета-Мтианети.

## География
Село находится в центральной части Грузии, на левом берегу реки Иори, на расстоянии приблизительно 1 километра (по прямой) к востоку от посёлка городского типа Тианети, административного центра муниципалитета. Абсолютная высота — 1104 метров над уровнем моря.

## Население
По результатам официальной переписи населения 2014 года в Жеботе проживал 531 человек (274 мужчины и 257 женщин). В национальной структуре населения грузины составляли 99,8 %.
| Год  | Население, человек |
| ---- | ------------------ |
| 2002 | 711                |
| 2014 | ↘ 531              |